# Tanzanijski šiling
Tanzanijski šiling je službena valuta u Tanzaniji. Jedan šiling sastoji se od 100 centi.
Novčanice i kovanice tanzanijskog šilinga izdaje Banka Tanzanije.
Međunarodna oznaka valute prema standardu ISO 4217 je TZS.
Svote u tanzanijskim šilinzima se pišu u obliku x/y, gdje su x šilinzi, a y centa, dok se svota od 0 šilinga ili centa piše pomoću jedne ili dvije crtice. Na primjer, "=/50" je 50 centa, a "50/=" je 50 šilinga. 
Tanzanijski šiling uveden je 1966. godine. Prije toga valuta je bila istočnoafrički šiling.
U optjecaju su novčanice u iznosima 500, 1000, 2000, 5000 i 10000 šilinga i kovanice od 5, 10, 20 i 50 centa i 1, 5, 10, 20, 50, 100 i 200 šilinga.
2009. godine inflacija je iznosila 11,6%.